# Lou Lombardo
Pour les articles homonymes, voir Lombardo.
Lou Lombardo, ou parfois Louis Lombardo, est un monteur, réalisateur et producteur américain, né le 15 février 1932 à Kansas City dans le Missouri et mort le 8 mai 2002 ) à Woodland Hills à Los Angeles. 

## Biographie
Lou Lombardo est principalement connu pour le montage du film La Horde sauvage de Sam Peckinpah ainsi que de plusieurs films d'Altman, qu'il a connu à l'époque ou les deux hommes étaient employés par la Calvin Company (en), à Kansas City. 
Il réalise au cours de sa carrière deux films. En 1975, il se lance avec le film policier La Roulette russe (Russian Roulette) réalisé d'après le roman Kosygin Is Coming de l'écrivain Tom Ardies, avec George Segal, Cristina Raines, Denholm Elliott et Louise Fletcher dans les rôles principaux. 
Il revient à la réalisation avec le drame Le Bras de fer, tourné en 1983 et sortit en 1987, avec Paul Le Mat et la jeune Molly Ringwald.

## Filmographie

### Monteur

#### Cinéma
- 1965 : The Incredible Sex Revolution d'Albert Zugsmith (en)
- 1968 : Le Jeu de la mort (The Name of the Game Is Kill!) de Gunnar Hellström
- 1969 : La Horde sauvage (The Wild Bunch) de Sam Peckinpah
- 1970 : Brewster McCloud de Robert Altman
- 1970 : Un nommé Cable Hogue (The Ballad of Cable Hogue) de Sam Peckinpah
- 1971 : John McCabe (McCabe & Mrs. Miller) de Robert Altman
- 1973 : Le Privé (The Long Goodbye)' de Robert Altman
- 1973 : Ace Eli and Rodger of the Skies de John Erman
- 1974 : Les Flambeurs (California Split) de Robert Altman
- 1974 : Nous sommes tous des voleurs (Thieves Like Us) de Robert Altman
- 1975 : The Black Bird (en) de David Giler
- 1977 : Le chat connaît l'assassin (The Late Show) de Robert Benton
- 1986 : Stewardess School (en) de Ken Blancato
- 1987 : Éclair de lune (Moonstruck) de Norman Jewison
- 1989 : L'Oncle Buck (Uncle Buck) de John Hughes
- 1989 : Calendrier meurtrier (The January Man) de Pat O'Connor
- 1989 : Un héros comme tant d'autres (In Country) de Norman Jewison
- 1991 : Larry le liquidateur (Other People's Money) de Norman Jewison
- 1991 : Cruel dilemme (Fires Within) de Gillian Armstrong

#### Télévision
- 1966 - 1968 : Brigade criminelle (Felony Squad), trente-neuf épisodes

### Réalisateur
- 1975 : La Roulette russe (Russian Roulette)
- 1987 : Le Bras de fer (P.K. and the Kid)

### Producteur
- 1975 : The Black Bird (en) de David Giler
- 1978 : Faut trouver le joint (Up in Smoke) de Lou Adler et Tommy Chong
- 1982 : Ladies and Gentlemen, The Fabulous Stains de Lou Adler